# Polyblastus subalpinus
Polyblastus subalpinus là một loài tò vò trong họ Ichneumonidae.